# Красноникольское (Ишимбайский район)
Красноникольское (также Никольское) — упразднённая в 1979 году деревня Янурусовского сельсовета Ишимбайского района БАССР. Ныне урочище Никольский.

## География
Располагалась примерно в 7 км юго-западнее Янурусово, возле деревни Венера .
На 1 января 1969 года расстояние до районного центра города Ишимбай составляло 45 км, центра сельсовета д. Янурусово — 7 км, ближайшей ж/д станции Ишимбаево — 45 км.

## История
Топоним Красноникольск/Красноникольское (Красно-Никольское) происходит от слова «красное» и прежнего названия деревни Никольское.
На 1952 год деревня Красно-Никольское входила в состав Петровского сельсовета Макаровского района Стерлитамакской области, в 1955 году была передана в состав Янурусовского сельсовета.
Указ Президиума ВС Башкирской АССР от 29.09.1979 N 6-2/312 «Об исключении некоторых населенных пунктов из учётных данных по административно-территориальному делению Башкирской АССР» гласил:

Президиум Верховного Совета Башкирской АССР постановляет:
В связи с перечислением жителей и фактическим прекращением существования исключить из учётных данных по административно-территориальному делению Башкирской АССР следующие населенные пункты:
по Ишимбайскому району
д. Улькар Ахмеровского сельсовета
х. Тохтары Верхоторского сельсовета
п. Алексеевский Петровского сельсовета

д. Красноникольское Янурусовского сельсовета— http://bashkortostan.news-city.info/docs/sistemao/dok_keqimi.htm
На 1 января 1969 года в деревне проживали 136 человек. По данным справочника административно-территориального деления БАССР на 1969 год преимущественно русские. 
Было личное подсобное хозяйство, имелись просёлочные дороги.